# Улица Подвойского (Калуга)
Улица Подвойского — улица в исторической части Калуги, начинается от Воробьёвской улицы и, сделав угол, переходит в улицу Детей Коммунаров.

## История
Прошла по линии стен калужского острога, подтверждена градостроительным планом 1778 года. Носила название — Покровская по названию Покровской под горою церкви. Эта церковь известна с 1626 года, первоначально деревянная, к 1685 году она была перестроена в камне, а в 1889 году была перестроена на новом месте. После революции 1917 года была закрыта, переоборудована под пошивочный цех, а в 1941 году взорвана.
Современное название улицы дано, с установлением советской власти, в память видного деятеля Советской России Н. И. Подвойского (1880—1948).
С 1938 года на улице работала Калужская скульптурная фабрика, в 2014 году фабрика была закрыта.
Во время немецкой оккупации города в 1941 году многие жители улицы нашли убежище в подвалах церкви Спаса Преображения, на колокольне же церкви оккупанты устроили пулемётную позицию.
В ноябре 2016 года калужские краеведы на встрече с Городским Головой Дмитрием Разумовским предложили воссоздать на улице Подвойского исторический облик Калуги XIX века и организовать там туристическую среду: превратить двухэтажные дома в гостиницы, установить уличное освещение, воссоздать булыжную мостовую, проводить здесь фольклорные праздники.
Ряд исторических домов на улице реконструировать, сохранив их историю, — так дом купца I гильдии Ивана Ципулина, четырежды избиравшегося городским головой Калуги, планируется отдать под музей истории калужского купечества, восстановить дома по соседству (купцов Вашковых), сохранить, как историческое наследие, кабак в угловом доме Завериных (на Воробьевской улице).
В апреле 2024 года в начале улицы открыли памятник значимой для Калуги персоне — благотворителю и общественному деятелю, городскому голове в 1885—1901 годах — Ивану Ципулину (он жил в доме напротив), авторами памятника выступили главный архитектор Калуги Алексей Комов и скульпторы из Санкт-Петербурга Андрей Мартьянов и Рустам Игамбердиев

## Достопримечательности

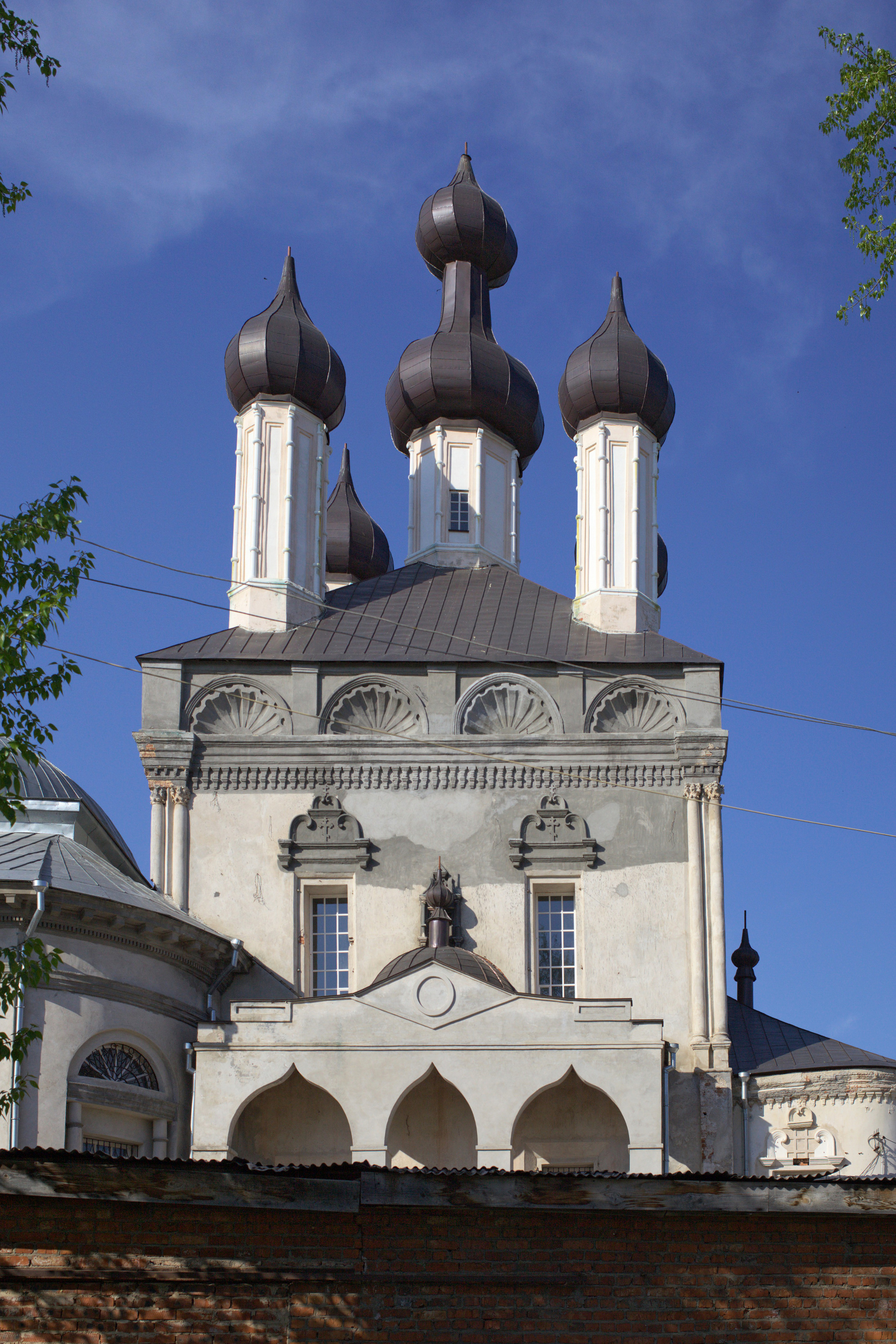
Церковь Спаса Преображения на Подоле

д. 7 — Церковь Спаса Преображения на Подоле
д. 10а — Жилой дом
д. 15 — Жилой дом
д. 16 — Жилой дом
д. 18 — Жилой дом
д. 22 — Жилой дом Соцких

## Известные жители
д. 3 — Иван Козьмич Ципулин

## Улица в кинематографе
На улице снят ряд эпизодов фильма «Крупная неприятность» (другое название — «Золотая колесница»).